# Biblioteca pública de Mesa
Biblioteca pública de Mesa (en inglés: Mesa Public Library) es la rama en Los Álamos de la Biblioteca del Condado de Los Álamos, en Nuevo México, en los Estados Unidos. 
La biblioteca se inició en 1943 como una biblioteca de suscripción, después de la donación de $ 5 por 70 familias que vivían en Los Álamos. En 1945 se convirtió en gratuita y abierta a todos. En 1981 la Biblioteca en su sede de White Rock abrió sus puertas. En 1994, la biblioteca se trasladó a su nuevo edificio al oeste de Lodge Fuller. La colección de la biblioteca cuenta con más de 160.000 artículos, que incluyen libros, discos compactos, cintas de vídeo y otros.